# Metagonia globulosa
Metagonia globulosa är en spindelart som beskrevs av Huber 2000. Metagonia globulosa ingår i släktet Metagonia och familjen dallerspindlar. Inga underarter finns listade i Catalogue of Life.